# Barbourion lemaii
Barbourion lemaii är en fjärilsart som beskrevs av Le Moult 1933. Barbourion lemaii ingår i släktet Barbourion och familjen svärmare. Inga underarter finns listade i Catalogue of Life.